# Vadis Odjidja-Ofoe
Vadis Odjidja-Ofoe (Gante, 21 de fevereiro de 1989) é um futebolista belga de origens ganesas que atua como volante. Atualmente está sem clube.

## Carreira
Odjidja integrou o elenco da Seleção Belga de Futebol,  que competiu nos Jogos Olímpicos de Verão de 2008.